# Mouvement mauricien social démocrate
Le Mouvement mauricien social-démocrate (MMSD) est un parti politique mauricien social-démocrate fondé le 11 septembre 2009 par Éric Guimbeau. 
Il est reconnaissable notamment par son symbole, un aigle bleu, parfois accolé à un fond qui représente l'île Maurice et les couleurs du drapeau national.

## Historique
Parti minoritaire, il est issu d'une scission avec le Parti mauricien social démocrate (PMSD) de Xavier-Luc Duval à la suite d'un désaccord d'Éric Guimbeau avec la direction du PMSD en 2009.
Le MMSD fait son entrée au Parlement à l’occasion des élections de 2010 grâce à la coalition MMM/UN/MMSD par le biais de son leader, Éric Guimbeau. Le mandat s’achève en 2014 à la suite de la dissolution du Parlement et la victoire de l'Alliance Lepep à l'issue des élections générales de la même année. Depuis 2009, il présente successivement des candidats à toutes les élections générales.
Son fief électoral est la ville de Curepipe, où il réussit à faire élire son premier maire, Mario Désiré Bienvenu, aux municipales de 2014 à la suite d'une coalition avec le Parti travailliste mauricien (PTr) de Navinchandra Ramgoolam, alors Premier ministre de 2005 à 2014.
Le mercredi 9 octobre 2019, Éric Guimbeau annonce qu’il sera candidat à la députation de la 17e circonscription (Curepipe/Midlands) sous les couleurs du MMSD. Cependant, le parti échoue à faire entrer le seul candidat investi au cours de ces élections législatives.

## Idéologie

### Politique nationale
Par son allégeance social-démocrate, le MMSD promeut un libéralisme économique en faveur des petites et moyennes entreprises, ambitionnant de faire de Maurice « une nation capitaliste où la justice sociale prime » selon Éric Guimbeau. Opposé au communalisme et au Best Loser System, le MMSD est en faveur d’une réduction du nombre des parlementaires, à une revalorisation de la proportionnelle aux élections législatives et à une transparence accrue sur le financement des partis politiques. 

### Politique de la ville
Le programme du MMSD pour les élections municipales de Curepipe de 2012 suit une politique de la ville à tendance sociale, principalement axé sur les classes moyennes. Son programme se concentre sur la revitalisation des infrastructures urbaines et sur des problématiques classiques de la ville, à savoir les poches de pauvreté urbaine et le cas des marchands ambulants, mais également sur la question de la régionalisation des activités citoyennes, en particulier sportives. En 2014, le MMSD réussit à faire élire Mario Bienvenu comme maire de Curepipe grâce à une victoire au ward 3 de la ville.

## Résultats électoraux
| Année | Alliance                       | Nombre de sièges | Classement | Élu           | Investiture            |
| ----- | ------------------------------ | ---------------- | ---------- | ------------- | ---------------------- |
| 2010  | Alliance du Cœur (MMM/UN/MMSD) | 1 / 70           | 1er        | Éric Guimbeau | Député de l'opposition |
| 2014  | Indépendant                    | 0 / 69           | 7eme       |               | Aucune                 |
| 2019  | Indépendant                    | 0 / 69           | 9eme       |               | Aucune                 |

Aux élections municipales de 2012, Mario Bienvenu est le premier membre du MMSD[réf. souhaitée] accédant au poste de maire.